# Lista planetelor minore/161301–161400
Aceasta este Lista planetelor minore/161301–161400; pentru a naviga prin lista completă vezi Lista planetelor minore.
Pentru ale detalii vezi și Proiect:Astronomie sau Portal:Astronomie.
| Nume              | Denumire provizorie | Data descoperirii  | Locul descoperirii  | Descoperitor(i)                             |
| ----------------- | ------------------- | ------------------ | ------------------- | ------------------------------------------- |
| 161301 -          | 2003 MH1            | 22 iunie 2003      | Socorro             | LINEAR                                      |
| 161302 -          | 2003 NK2            | 3 iulie 2003       | Reedy Creek         | J. Broughton⁠(d)                             |
| 161303 -          | 2003 NT6            | 6 iulie 2003       | Reedy Creek         | J. Broughton                                |
| 161304 -          | 2003 NQ9            | 3 iulie 2003       | Anderson Mesa       | LONEOS                                      |
| 161305 -          | 2003 OQ1            | 21 iulie 2003      | Haleakala           | NEAT                                        |
| 161306 -          | 2003 OB2            | 22 iulie 2003      | Haleakala           | NEAT                                        |
| 161307 -          | 2003 OR2            | 22 iulie 2003      | Haleakala           | NEAT                                        |
| 161308 -          | 2003 OU20           | 31 iulie 2003      | Reedy Creek         | J. Broughton⁠(d)                             |
| 161309 -          | 2003 OC22           | 29 iulie 2003      | Socorro             | LINEAR                                      |
| 161310 -          | 2003 OE28           | 24 iulie 2003      | Palomar             | NEAT                                        |
| 161311 -          | 2003 OY28           | 24 iulie 2003      | Palomar             | NEAT                                        |
| 161312 -          | 2003 OY30           | 30 iulie 2003      | Socorro             | LINEAR                                      |
| 161313 -          | 2003 PZ10           | 4 august 2003      | Socorro             | LINEAR                                      |
| 161314 -          | 2003 QQ3            | 17 august 2003     | Haleakala           | NEAT                                        |
| 161315 de Shalit  | 2003 QS5            | 19 august 2003     | Wise⁠(d)             | D. Polishook⁠(d)                             |
| 161316 -          | 2003 QH6            | 18 august 2003     | Campo Imperatore⁠(d) | CINEOS⁠(d)                                   |
| 161317 -          | 2003 QQ15           | 20 august 2003     | Palomar             | NEAT                                        |
| 161318 -          | 2003 QB18           | 22 august 2003     | Palomar             | NEAT                                        |
| 161319 -          | 2003 QJ28           | 21 august 2003     | Črni Vrh            | Črni Vrh                                    |
| 161320 -          | 2003 QE33           | 22 august 2003     | Campo Imperatore⁠(d) | CINEOS⁠(d)                                   |
| 161321 -          | 2003 QR33           | 22 august 2003     | Socorro             | LINEAR                                      |
| 161322 -          | 2003 QZ33           | 22 august 2003     | Palomar             | NEAT                                        |
| 161323 -          | 2003 QF39           | 22 august 2003     | Palomar             | NEAT                                        |
| 161324 -          | 2003 QE41           | 22 august 2003     | Socorro             | LINEAR                                      |
| 161325 -          | 2003 QZ49           | 22 august 2003     | Palomar             | NEAT                                        |
| 161326 -          | 2003 QC60           | 23 august 2003     | Socorro             | LINEAR                                      |
| 161327 -          | 2003 QS63           | 23 august 2003     | Socorro             | LINEAR                                      |
| 161328 -          | 2003 QV66           | 22 august 2003     | Socorro             | LINEAR                                      |
| 161329 -          | 2003 QO72           | 23 august 2003     | Socorro             | LINEAR                                      |
| 161330 -          | 2003 QY79           | 26 august 2003     | Reedy Creek         | J. Broughton⁠(d)                             |
| 161331 -          | 2003 QA90           | 25 august 2003     | Socorro             | LINEAR                                      |
| 161332 -          | 2003 QX93           | 28 august 2003     | Haleakala           | NEAT                                        |
| 161333 -          | 2003 QR99           | 28 august 2003     | Socorro             | LINEAR                                      |
| 161334 -          | 2003 QY103          | 31 august 2003     | Haleakala           | NEAT                                        |
| 161335 -          | 2003 QQ114          | 24 august 2003     | Socorro             | LINEAR                                      |
| 161336 -          | 2003 RQ1            | 2 septembrie 2003  | Reedy Creek         | J. Broughton⁠(d)                             |
| 161337 -          | 2003 RB22           | 14 septembrie 2003 | Haleakala           | NEAT                                        |
| 161338 -          | 2003 SC4            | 16 septembrie 2003 | Kitt Peak           | Spacewatch                                  |
| 161339 -          | 2003 SL22           | 16 septembrie 2003 | Kitt Peak           | Spacewatch                                  |
| 161340 -          | 2003 SK37           | 16 septembrie 2003 | Palomar             | NEAT                                        |
| 161341 -          | 2003 SM41           | 17 septembrie 2003 | Palomar             | NEAT                                        |
| 161342 -          | 2003 SQ44           | 16 septembrie 2003 | Anderson Mesa       | LONEOS                                      |
| 161343 -          | 2003 SL62           | 17 septembrie 2003 | Kitt Peak           | Spacewatch                                  |
| 161344 -          | 2003 SU64           | 18 septembrie 2003 | Campo Imperatore⁠(d) | CINEOS⁠(d)                                   |
| 161345 -          | 2003 SX64           | 18 septembrie 2003 | Campo Imperatore    | CINEOS                                      |
| 161346 -          | 2003 SG89           | 18 septembrie 2003 | Palomar             | NEAT                                        |
| 161347 -          | 2003 SP94           | 19 septembrie 2003 | Campo Imperatore⁠(d) | CINEOS⁠(d)                                   |
| 161348 -          | 2003 SR103          | 20 septembrie 2003 | Socorro             | LINEAR                                      |
| 161349 -          | 2003 SJ127          | 19 septembrie 2003 | Piszkéstető⁠(d)      | Piszkéstető⁠(d)                              |
| 161350 -          | 2003 SM140          | 19 septembrie 2003 | Socorro             | LINEAR                                      |
| 161351 -          | 2003 SR140          | 19 septembrie 2003 | Palomar             | NEAT                                        |
| 161352 -          | 2003 SY140          | 19 septembrie 2003 | Palomar             | NEAT                                        |
| 161353 -          | 2003 SV142          | 20 septembrie 2003 | Socorro             | LINEAR                                      |
| 161354 -          | 2003 SH149          | 16 septembrie 2003 | Kitt Peak           | Spacewatch                                  |
| 161355 -          | 2003 SG152          | 19 septembrie 2003 | Anderson Mesa       | LONEOS                                      |
| 161356 -          | 2003 SS157          | 19 septembrie 2003 | Anderson Mesa       | LONEOS                                      |
| 161357 -          | 2003 SB162          | 18 septembrie 2003 | Kitt Peak           | Spacewatch                                  |
| 161358 -          | 2003 SC163          | 19 septembrie 2003 | Kitt Peak           | Spacewatch                                  |
| 161359 -          | 2003 SU164          | 20 septembrie 2003 | Anderson Mesa       | LONEOS                                      |
| 161360 -          | 2003 SR165          | 20 septembrie 2003 | Anderson Mesa       | LONEOS                                      |
| 161361 -          | 2003 SS165          | 20 septembrie 2003 | Anderson Mesa       | LONEOS                                      |
| 161362 -          | 2003 SC182          | 20 septembrie 2003 | Socorro             | LINEAR                                      |
| 161363 -          | 2003 SF192          | 19 septembrie 2003 | Haleakala           | NEAT                                        |
| 161364 -          | 2003 SJ198          | 21 septembrie 2003 | Anderson Mesa       | LONEOS                                      |
| 161365 -          | 2003 SD199          | 21 septembrie 2003 | Anderson Mesa       | LONEOS                                      |
| 161366 -          | 2003 SX207          | 26 septembrie 2003 | Socorro             | LINEAR                                      |
| 161367 -          | 2003 SP208          | 23 septembrie 2003 | Palomar             | NEAT                                        |
| 161368 -          | 2003 SD226          | 26 septembrie 2003 | Socorro             | LINEAR                                      |
| 161369 -          | 2003 SK228          | 28 septembrie 2003 | Kitt Peak           | Spacewatch                                  |
| 161370 -          | 2003 SJ233          | 25 septembrie 2003 | Palomar             | NEAT                                        |
| 161371 Bertrandou | 2003 SO244          | 25 septembrie 2003 | Saint-Sulpice⁠(d)    | Saint-Sulpice⁠(d) (probably B. Christophe⁠(d) |
| 161372 -          | 2003 SM247          | 26 septembrie 2003 | Socorro             | LINEAR                                      |
| 161373 -          | 2003 SN259          | 28 septembrie 2003 | Kitt Peak           | Spacewatch                                  |
| 161374 -          | 2003 SA272          | 27 septembrie 2003 | Kitt Peak           | Spacewatch                                  |
| 161375 -          | 2003 SF291          | 29 septembrie 2003 | Socorro             | LINEAR                                      |
| 161376 -          | 2003 SH291          | 29 septembrie 2003 | Socorro             | LINEAR                                      |
| 161377 -          | 2003 SX292          | 26 septembrie 2003 | Črni Vrh            | Črni Vrh                                    |
| 161378 -          | 2003 ST293          | 27 septembrie 2003 | Kitt Peak           | Spacewatch                                  |
| 161379 -          | 2003 SE298          | 18 septembrie 2003 | Haleakala           | NEAT                                        |
| 161380 -          | 2003 SD304          | 17 septembrie 2003 | Palomar             | NEAT                                        |
| 161381 -          | 2003 TH7            | 1 octombrie 2003   | Anderson Mesa       | LONEOS                                      |
| 161382 -          | 2003 TJ11           | 14 octombrie 2003  | Anderson Mesa       | LONEOS                                      |
| 161383 -          | 2003 TH15           | 15 octombrie 2003  | Anderson Mesa       | LONEOS                                      |
| 161384            | 2003 UK25           | 24 octombrie 2003  | Wrightwood          | J. W. Young⁠(d)                              |
| 161385 -          | 2003 UM27           | 23 octombrie 2003  | Goodricke-Pigott⁠(d) | R. A. Tucker⁠(d)                             |
| 161386 -          | 2003 UB28           | 21 octombrie 2003  | Socorro             | LINEAR                                      |
| 161387 -          | 2003 UX40           | 16 octombrie 2003  | Anderson Mesa       | LONEOS                                      |
| 161388 -          | 2003 UH62           | 16 octombrie 2003  | Anderson Mesa       | LONEOS                                      |
| 161389 -          | 2003 UL78           | 17 octombrie 2003  | Črni Vrh            | Črni Vrh                                    |
| 161390 -          | 2003 UB81           | 16 octombrie 2003  | Anderson Mesa       | LONEOS                                      |
| 161391 -          | 2003 UF97           | 19 octombrie 2003  | Kitt Peak           | Spacewatch                                  |
| 161392 -          | 2003 UU116          | 21 octombrie 2003  | Socorro             | LINEAR                                      |
| 161393 -          | 2003 UJ122          | 19 octombrie 2003  | Kitt Peak           | Spacewatch                                  |
| 161394 -          | 2003 UL130          | 18 octombrie 2003  | Palomar             | NEAT                                        |
| 161395 -          | 2003 UM131          | 19 octombrie 2003  | Palomar             | NEAT                                        |
| 161396 -          | 2003 UR132          | 19 octombrie 2003  | Palomar             | NEAT                                        |
| 161397 -          | 2003 UU140          | 16 octombrie 2003  | Palomar             | NEAT                                        |
| 161398 -          | 2003 UY162          | 21 octombrie 2003  | Socorro             | LINEAR                                      |
| 161399 -          | 2003 UB163          | 21 octombrie 2003  | Socorro             | LINEAR                                      |
| 161400 -          | 2003 UV164          | 21 octombrie 2003  | Socorro             | LINEAR                                      |